# Lake Point Tower
Lake Point Tower es un rascacielos residencial situado en Chicago, al norte de Estados Unidos. Con 196 metros de altura, es uno de los edificios más visibles de la ciudad y el único rascacielos al este de Lake Shore Drive.

## Historia
Los arquitectos de Lake Point Tower fueron John Heinrich y George Schipporeit, trabajando bajo la firma de Schipporeit and Heinrich. Este fue el primer proyecto que se les encargó. Su construcción comenzó en 1965 y se completó en 1968. Fue el edificio residencial más alto del mundo hasta 1993, cuando fue superado por la torre Tregunter 3 de Hong Kong. A su vez, fue el edificio residencial más lalto de Chicago hasta 2003, cuando fue terminado el 55 East Erie Street.
El promotor del proyecto fue William F. Hartnett, Jr., presidente y fundador de la Hartnett-Shaw Development Company, que fue responsable de más de 260 proyectos inmobiliarios residenciales y de oficinas en Estados Unidos desde 1961 hasta 1983.

## Arquitectura
Está situado en el barrio Streeterville de la área comunitaria de Near North Side. Se encuentra en un promontorio del litoral del lago Míchigan en el centro de Chicago, justo al norte del Río Chicago, en el 505 de North Lake Shore Drive. Se eleva apartado del núcleo urbano de downtown Chicago en una composición que compensa y puntualiza el panorama urbano. Es también el único rascacielos de downtown Chicago al este de Lake Shore Drive. 
Lake Point Tower se inspiró en el diseño de Mies van der Rohe de 1922 de un rascacielos de cristal en Berlín. Schipporeit and Heinrich tomaron el concepto de edificio de oficinas no construido de Mies y lo convirtieron en un edificio residencial. Lake Point Tower es mucho más alta que el proyecto original de Mies, tiene formas más regulares, y su cristal exterior está tintado; sin embargo, el edificio debe mucho de su innovador diseño al original de Mies (y, por el origen de su diseño, muchos todavía consideran que Lake Point Tower es un edificio de Mies van der Rohe, aunque realizado por dos de sus pupilos).[cita requerida]
Por su altura y el hecho de que Lake Point Tower se sitúa en la orilla del Lago Míchigan, tuvo que ser diseñada para resistir fuertes vientos. En el centro del edificio hay un núcleo triangular con una longitud de 18 m, que contiene nueve ascensores y tres escaleras. Este núcleo también sostiene todo el peso vertical del edificio. Por esto, las columnas perimetrales de la fachada no tienen que ser tan grandes debido a que solo tienen que soportar las cargas horizontales. 
Del núcleo irradian tres alas, que forman una planta asimétrica con forma de Y. Tiene un diseño con tres alas (separadadas por 120°) con los muros exteriores curvados estratégicamente para asegurar que los residentes no pudieran ver el interior de las otras viviendas.  La fachada del edificio es un muro cortina de cristal tintado de color bronce con estructura de aluminio anodizado. Todas las ventanas tienen vista al lago Míchigan.
Su diseño ha influenciado el de otros rascacielos de la ciudad como el Harbor Point y el Park Tower Condominium.

## Otras características
Muy conocido por sus elegantes curvas y envidiable localización, Lake Point Tower es uno de los edificios más ampliamente reconocidos de Chicago, tras la Willis Tower y el John Hancock Center, y la estructura más estrechamente asociada con Lake Shore Drive. Es la única estructura privada importante en el lado del lago de Lake Shore Drive y es probable que permanezca así en el futuro próximo, dada la prohibición de la ciudad de construir en la orilla del lago.
Lake Point Tower fue uno de los primeros rascacielos residenciales totalmente eléctricos del mundo y fue pionero en el concepto de "Parque en la ciudad," siendo el primer complejo residencial en una ciudad importante que tuvo su propio parque de 10 000 m² (que incluye zona de juegos, piscina, estanque con patos, y cascadas) en la tercera planta. El edificio también contiene una gran variedad de tiendas y restaurantes en la segunda planta y la planta baja del complejo, bajo el parque. Cite, un restaurante y bar en la última planta de la torre de 70 plantas, ofrece vistas espectaculares de la ciudad y el lago y sirve cocina gourmet francesa/americana. El restaurante y lounge están abiertos al público. 
La posición de Lake Point Tower entre Lake Shore Drive y el Navy Pier proporciona vistas sin obstáculos al norte, este y sur que están protegidas, para el futuro próximo, por las ordenanzas que controlan el uso de la orilla del lago de la ciudad. Una parte de la vista del sudoeste se hubiera perdido con la Chicago Spire de Santiago Calatrava, que iba a construirse diagonalmente respecto a Lake Point Tower en el otro lado de Lake Shore Drive. Sin embargo, este proyecto fue una víctima de la recesión económica del país, y la construcción se detuvo en octubre de 2008. 

### Como set y residencia de actores
Muchas películas se han grabado en Lake Point Tower, incluidas Raw Deal, Straight Talk, Mientras dormías, Meet the Parents y La casa del lago. Ha albergado temporalmente a actores que filmaron películas en la ciudad, como Anthony Quinn, Tom Cruise, Dolly Parton y Tom Selleck.